# Marele Masturbator
Marele Masturbator (1929) este un tablou realizat de Salvador Dalí în epoca suprarealistă, în prezent expus la Museo Nacional Centro de Arte Reina Sofía, Madrid.

## Descriere
Centrul picturii conține o față umană distorsionată, în profil, uitându-se în jos, similar cu formațiunea naturală pietroasă de la Cap de Creus de-a lungul coastei din Catalonia. Un profil similar poate fi observat în tabloul mai celebru al lui Dalí, pictat cu doi ani mai târziu, Persistența Memoriei. Un nud feminin (asemănător muzei lui Dalí, Gala) iese din spatele capului. Acesta ar putea reprezenta fantezia de masturbare sugerată de titlu. Gura femeiii este aproape de zona intimă a unui bărbat îmbrăcat subțire, ceea ce sugerează o posibilă felație. Personajul masculin, care poate fi văzut numai de la talie în jos, are tăieturi sângerânde proaspete pe genunchi. Sub profilul feminin central se află o lăcustă, o insectă pe care Dalí o menționează de mai multe ori în scrierile sale. Un roi de furnici (un motiv popular reprezentând anxietatea sexuală în opera lui Dalí) se adună pe abdomenul lăcustei, precum și pe fața capului. În peisajul de mai jos sunt pictate alte trei personaje, alături de un ou (de obicei folosit ca simbol al fertilității) și alte caracteristici pe alocuri. Două dintre personajele din peisaj sunt amplasate astfel încât să producă o singură umbră, în timp ce al treilea personaj merge grăbit în distanță la periferia pânzei. Pe partea din spate capului central se află o formațiune de două pietre și o plantă uscată în ghiveci. Planta în ghiveci este amplasată pe una din pietre, iar a doua piatră se află pe planta uscată într-un mod nerealist. Se presupune că această parte reprezentă ideea evadării din realitate găsită în multe dintre operele lui Dalí.

## Interpretarea

Secțiune din tabloul lui Hieronymus Bosch, Grădina deliciilor, care a fost comparat cu Marele Masturbator.

Pictura poate reprezenta atitudinile conflictuale ale lui Dalí față de actul sexual. În tinerețe, tatăl lui Dalí lăsase o carte cu fotografii explicite cu oameni care sufereau de boli venerice netratate, în stări avansate, pentru a-l „educa” pe băiat. Fotografiile grotești cu organe genitale bolnave l-au fascinat și îngrozit pe tânărul Dalí, iar el a continuat să asocieze sexul cu putrefacția și descompunerea chiar și la maturitate.
Tabloul a fost comparat cu Grădina deliciilor, pictura lui Hieronymus Bosch. Marele Masturbator este similar cu o imagine din partea dreaptă a panoului stâng din Grădina deliciilor, compusă din pietre, arbuști și animale mici care seamănă cu o față cu un nas proeminent și gene lungi.

## Istoric
Dalí a păstrat pictura în colecția lui personală, expusă la Teatrul și Muzeul Dalí din Figueres. După moartea sa, tabloul a fost lăsat ca moștenire în colecția națională a Spaniei, când a fost adus la muzeul din Madrid.